# Desmetilsibutramina
Desmetilsibutramina (BTS-54354) é um metabólito ativo da droga anorexígena sibutramina. É um inibidor de recaptação de monoaminas mais potente que a sibutramina, e é usado como ingrediente em produtos para perda de peso vendidos como  suplementos dietéticos, em conjunto a compostos derivados de N-etil e 3,4-dicloro.